# Ordre militaire et hospitalier de Saint-Lazare

Blason de l'ordre

Ne doit pas être confondu avec ordre de Saint-Lazare de Jérusalem.
 (avril 2024).
L'ordre militaire et hospitalier de Saint-Lazare de Jérusalem est le nom de plusieurs associations humanitaires, issues d’une « chancellerie de l’ordre de Saint-Lazare de Jérusalem », dont la protection du patriarche grec-melkite d’Antioche et de tout l’Orient, d’Alexandrie et de Jérusalem fut assurée dès 1841, soit quelques années après l'arrivée du roi Louis-Philippe au pouvoir en France. En 1920 la structure est récupérée par Charles Otzenberger, représentant en vin d'Alsace,.

## Historique
Aujourd’hui de très nombreuses branches se disent les héritières de l’ordre historique de Saint-Lazare de Jérusalem, disparu au XVIIIe ou au XIXe siècle selon les historiens.
En 1930, François de Paule de Bourbon accepte la gouvernance de l'ordre avec le titre de lieutenant général. Le 15 décembre 1935, il en devient le 44e grand maître. Après sa mort en 1952, son fils, François de Paule de Bourbon, est nommé lieutenant général avant de devenir le 45e grand maître en 1958. Ne pouvant se consacrer entièrement à l'ordre, le grand maître nomme Pierre de Cossé Brissac administrateur général en 1956. Sous sa direction, le 45e grand maître est déposé et Charles-Philippe d’Orléans, duc de Nemours, est élu 46e grand maître. L'ordre de Saint Lazare a alors deux grands maîtres, un Bourbon et un Orléans.
Destitué en 1969, le duc de Nemours est remplacé par Pierre de Cossé Brissac, élu 47e grand maître, et Michel d'Orléans qui est coadjuteur jusqu'en 1973. Ceci provoque un schisme et donne naissance à la branche dite « de Paris ». En 1970, la grande maîtrise transfère le siège de l'ordre à Malte d'où le nom de la branche dite « de Malte ». En 1973, François de Paule de Bourbon devient le 47e grand maître de cette branche.
En 2004, les branches dites « de Malte et de Paris » sont réunies lors de l'élection de François de Paule de Bourbon, duc de Séville comme grand maître des deux obédiences. Cet ordre est représenté en France par l’Association française des œuvres hospitalières de Saint-Lazare de Jérusalem dite grand bailliage de Boigny. Lors de l'élection du grand maître en 2004, la candidature de Charles-Philippe d’Orléans n’est pas retenue. Ce dernier crée alors la nouvelle obédience dite « d’Orléans ». Elle est placée (jusqu'en 2012) sous la protection du chef de la maison royale de France, Henri d’Orléans, comte de Paris, duc de France et la protection spirituelle du primat émérite de Hongrie, le cardinal László Paskai.
En 2013, un groupe en majorité composé d'Italiens (débris de l'obédience « de Malte » qui dit avoir déposé le duc de Séville en 2004), dirigé par Vittorio Galoppini et qui ne s'est pas réunie à l'obédience « de Paris », élit grand maître Pieter, prince Cantacuzène (c'est à cette branche qu'appartient Ezio Scaglione).
En 2015, une branche dissidente de l'obédience d'Orléans dite obédience « de Jérusalem » et dirigée par Philippe Piccapietra élit son propre 50e grand-maître en la personne du prince Sixte-Henri de Bourbon-Parme.
Il existe une branche indépendante issues des autres obédiences : le « grand prieuré uni de l'ordre hospitalier de Saint-Lazare de Jérusalem » basée à Edimbourg, qui a à sa tête un Grand Prieur Suprême en la personne de Richard Comyns of Ludston.
En 2013 se créée une « lieutenance de l'ordre hospitalier de Saint-Lazare de Jérusalem » sous la protection d'Henri d'Orléans et de son nouvel ordre de l'étoile et de Notre-Dame du Mont-Carmel.
Tous ces ordres ou obédiences très fractionnés, et souvent opposés entre eux, existent aujourd’hui sous forme de simples associations. Ils ne sont pas reconnus par la chancellerie de la Légion d'honneur qui est chargée par la République du respect des ordres. L'Association nationale des membres de l'ordre national du Mérite - ANMONM - publie une liste non officielle et non exhaustive des ordres de fantaisie.
En France, le port des insignes est interdit sur la voie publique.
Le 23 juillet 2023, le prince Jean d'Orléans, comte de Paris, publie un communiqué en tant que chef de la maison de France, dans lequel il affirme que l'association dénommée « ordre militaire et hospitalier de Saint-Lazare de Jérusalem » n'est pas sous la protection de la maison de France et que cette association opère sous sa seule responsabilité.

## Grands maîtres de l'ordre
- 1935-1952 : Francisco de Paula de Borbón y La Torre, duc consort de Séville (44e grand maître)
- 1952-1967 : Francisco de Paula de Borbón y Borbón (45e grand maître)
- 1967-1969 : Charles-Philippe d’Orléans, duc de Nemours (46e grand maître)
- 1969-1973 : Pierre de Cossé Brissac, duc de Brissac (47e grand maître)

### Obédience dite «de Malte» (scission de la branche originale)
- 1973-1995 : Francisco de Paula de Borbón y Borbón
- 1996-2008 : Francisco de Borbón y Escasany, duc de Séville (48e grand maître)

### Obédience dite «de Paris» (scission de la branche originale)
- 1973-1986 : Pierre de Cossé, duc de Brissac (47e grand maître)
- 1986-2004 : François de Cossé, marquis puis duc de Brissac (48e grand maître)
- 2004-2010 : Charles-Philippe d’Orléans, duc d’Anjou (49e grand maître)[15]
- 2010-2015 : membres du grand magistère dirigent l'ordre

### Obédience dite «d’Orléans» (scission de l'obédience dite «de Paris»)
- 2004-2010 : Charles-Philippe d'Orléans, duc d’Anjou (49e grand maître)[16]
- 2010-2023 : Jan, comte Dobrzenský de Dobrzenicz (en) (50e grand maître)[17]
- 2023- : François d'Orléans, comte de Dreux (51e grand maître)[18]

### Obédience dite «de Paris» et «de Malte» (tentative de réunification des obédiences dite «de Malte» et dite «de Paris»)
- 2008-2017 :  Carlos Gereda y de Borbón, marquis de Almazán (en)[19] (49e Grand-Maître)
- 2017-2018 : Francisco de Borbón y Escasany, duc de Séville [20]
- 2018- : Francisco de Borbon Graf von Hardenberg [20](50e grand maître)

### Obédience dite «de Malte II» (scission de l'obédience dite «de Malte»)
- 2013- : Pieter, prince Cantacuzène[21] (49e grand maître)[22]

### Obédience dite «de Jérusalem» (scission de l'obédience dite «d'Orléans»)
- 2015- :  Sixte-Henri de Bourbon-Parme (50e grand maître)[10]

### Grand Prieuré uni de l'ordre hospitalier de Saint-Lazare de Jérusalem (création à partir de divers dissidents)
- 2016- : Richard Comyns of Ludston (grand prieur suprême)[11]

### Lieutenance de l'ordre hospitalier de Saint-Lazare de Jérusalem (création à partir de divers dissidents)
- 2013-2019 : sous la protection d'Henri d'Orléans[23],[12]